# 池田由孝
池田 由孝（いけだ よしたか）は、江戸時代前期の岡山藩の家老。天城池田家3代当主。

## 生涯
寛永18年（1641年）、岡山藩家老・池田由成の三男として生まれる。寛文4年（1664年）、幕府の証人（人質）として江戸に下る。同年知行1,000石を賜る。寛文5年（1665年）7月、大名証人制度が廃止されたため、許されて岡山に戻る。寛文8年（1668年）2月に兄・由有が死去したため嫡男となり、同年7月1日、父の隠居に伴い家督と知行3万2,000石を相続し、備前天城邑主となる。
門閥家老として津田永忠と激しく対立し、その排除を諫言書をもって藩主綱政に訴えた。
元禄9年（1696年）11月14日、天城で没した。享年56。家督は嫡男由勝が相続した。
赤穂事件で知られる大石良雄（大石内蔵助）は、姉熊子の子で甥にあたる。

## 参考文献

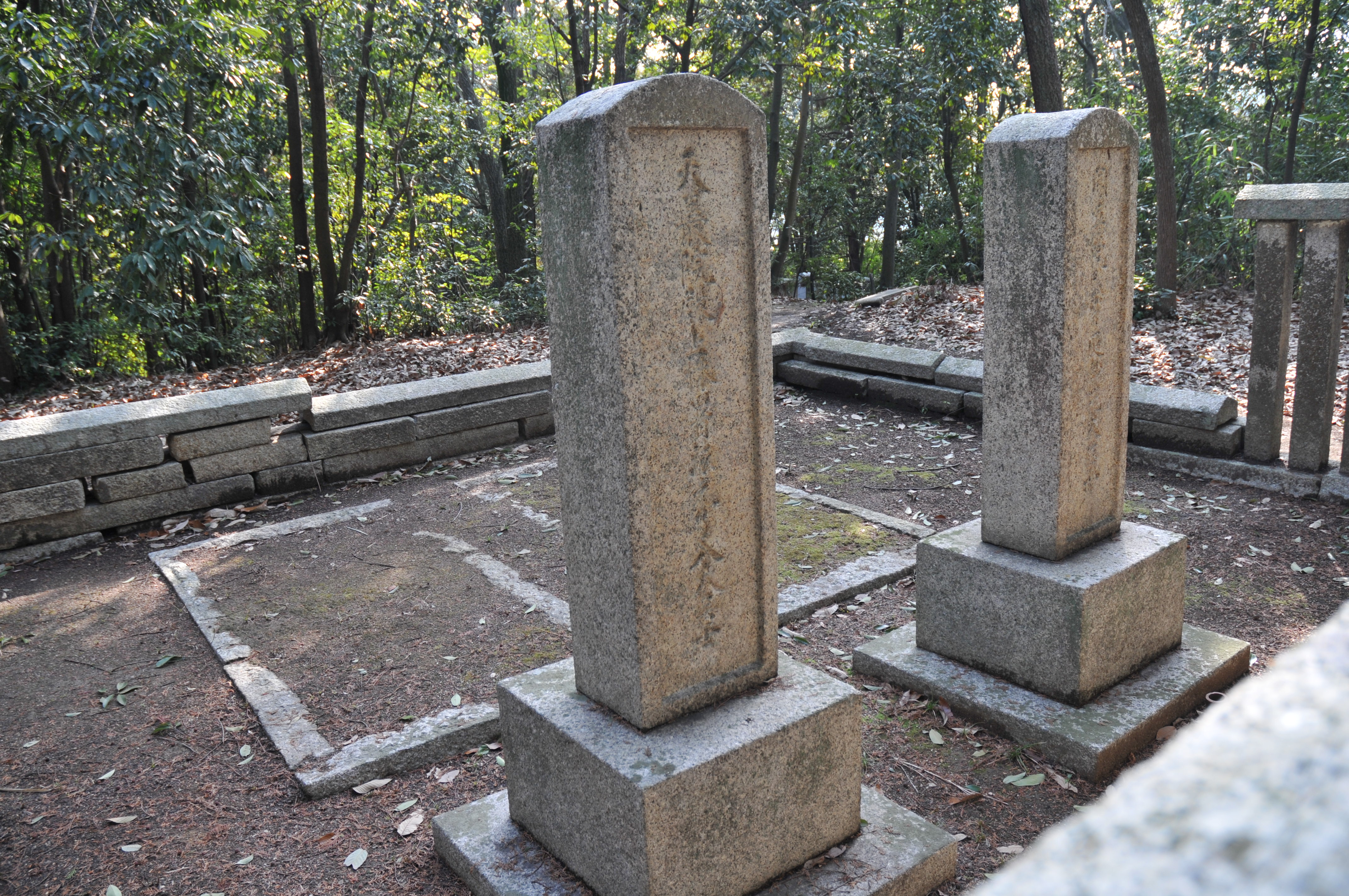
池田由孝夫妻の墓